# 壬午之难
壬午之难，燕王朱棣在靖难之役中获胜后杀害忠于建文帝大臣的事件。朱棣攻破南京后，建文帝朱允炆焚宫自尽，朱棣随后即位。而建文一朝，朝臣六百余人，只有二十九人投降。朱棣勃然大怒，对建文帝臣属开展殘忍清算和镇压，忠于建文帝的大臣被杀者一百二十人，連坐甚至誅九族。时为建文壬午四年（1402年），故称壬午殉难。

## 过程
朱棣在靖難之役結束后，向金陵軍民發布公告：起兵的目的只在诛奸臣，扶持社稷，保全親藩，他不想连累无罪的人们。
不过，朱棣开始了血腥屠杀建文帝旧臣和他们的亲属；建文四年六月二十五日（1402年7月25日）朱棣誅殺齊泰、黃子澄、方孝孺，滅其族。其中方孝孺一说被誅十族（九族加朋友門生）。根据别书，因方孝孺而被受牽連而死者共八百七十三人，充軍等罪者千餘人（但是，“誅十族”有些疑点。参见#疑点）。这是连累的人最多；第二个是因黃子澄受牽連的，有三百四十五人。景清降後密謀行刺，事敗，八月十二日被殺，滅九族；後屠其家鄉，謂「瓜蔓抄」。
此外，眾多建文舊臣也處決或自盡，史稱：「忠憤激發，視刀鋸鼎鑊甘之若飴，百世而下，凜凜猶有生氣。」他們的家屬和親人也被牽連，死者甚眾。朱棣令人凌遲練子寧近親，陳迪兒子，逃走的牛景先妻子。被流放、逼作妓女及被其它方式懲罰的人也不少。明仁宗即位後，大部份人始獲赦免，而餘下的人的後代卻遲至明神宗時始獲赦免。建文遜位，朝野為之盡忠死節者甚眾，不及備載。
在大肆誅殺之外，當月，朱棣將魏國公徐輝祖禁錮，後釋放并削其爵位。輝祖死後，其子嗣魏國公爵。黃觀被朱棣所嫉恨，其狀元的身份被革去，故明代保持連中三元，受記錄的只有商輅一人。盛庸、平安（靈璧之戰降）、何福、駙馬梅殷等先後投降。
永樂七年陳瑛又請朱棣窮治外親，全家抄解都察院，見丁不拘多少盡邊衛永遠充軍。一丁一衛恣意撥解，父子兄弟分割四離。練子寧戍邊姻戚數百人，黃觀數十人。齊泰姻黨陽彥甫六歲遣發，胡閏外甥史遇通十歲以下肩挑籃筐而去。
永樂十一年一月朱棣令法司解建文諸臣禁令。十四年論法司奸惡齊黄等遠親未拏者悉宥之，來告者勿理。永乐二十二年，明仁宗即位，說比先奸惡外親，見丁發各衛充軍的，止留一個在一衛。同十一月还说：“建文中奸臣，其正犯已悉受显戮，家属初发教坊司、锦衣卫、浣衣局并习匠及功臣家为奴，今有存者，既经大赦，可宥为民，给还田土。”萬曆帝萬曆十三年二月初七日除齊泰、黃子澄外江西忠臣已褒外親未宥其存6戶11丁，其餘41戶103丁絕。十三年六月陝西、淅江、江西、福建四省共宥豁軍人1762名，內見在著伍軍人227名，丁盡戶存軍人39名，丁盡戶絕軍人1145名。

## 遇害和自杀人数
《奉天刑賞錄》、《立齋閑錄》、谷应泰所写的《明史记事本末》中详细记载了遇害和自杀的官员，详见如下：
- 方孝孺，凌遲，校南京錦衣衛鎮撫司監簿，除前編缺壞外，所存簿籍載正學宗族抄扎人口有八百四十七人。
- 廖镛
- 林嘉猷
- 方孝友
- 兵部尚书铁铉，被擒不屈，凌遲。有些轶事：铁铉背永乐帝坐，帝命正对，终不一顾；被割耳鼻而让吃，说：“忠臣的肉最甘美！”[13]
- 户部侍郎卓敬，诛三族，没其家。永樂二年十一月十九日，教坊司官於右順門口奏：「蒙錦衣衞鎮撫司發下在逃官牛景先的次妻，合無照例刺了。」奉欽依：「還照舊例凌遲。欽此。」永樂二年十二月二十二日，教坊司於奉天門題奏：「有奸惡婦卓敬女楊奴、牛景先次妻劉氏，合無照依前例。」奉欽依：「是，欽此。」
- 礼部尚书陈迪，與二子鳳山、丹山，凌迟死。一说，让吃儿子的耳鼻而被问味道，陈迪答“忠臣孝子的肉，香美好吃。”[14]
- 刑部尚书暴昭，凌遅死。他先被去其齿，次断手足，骂声犹不绝，至断颈乃死[15]。
- 左佥都御史景清，与弟国、母袁氏同日受刑于聚宝门外。
- 右副都御史练子宁，凌遲，被杀。正月二十四日，朱棣命令：「是，連這幾日解到的，都是練家的親。前日那一時起，還有不平氣的，在城外不肯進來。嗔怪催他，又打那長解錦衣衞。把這廝每都拿去同刑科審，近親的揀出來便凌遲了，遠親的只發去四散充軍。若拿遠親不宜把近親的說出來，也都凌遲了。」《革除遺事》巻3記載壬午六月，有詔治奸黨，安不屈，遂族誅之，姻戚被逮論死者百五十一人，戍遠方者又數百人，惟吉水錢氏得免。
- 兵部尚书齐泰，凌遲，从兄弟敬宗、宰與刑。《皇明從信錄》記載幼子甫六歲給配,時詔抄奸臣九族外親之親以大爲首高墉等二十六戶皆就逮抄沒充軍先發興州屯衛。次年調遼東三萬衛，又一年發甘肅衛多道死者。
- 太常卿黄子澄，凌遲，誅其族。從子文富福遠等六十五人皆死，逮其九族外親四百餘人皆發充軍。
- 吏部尚书张紞，逊国后，自盡死。
- 侍郎毛太，燕兵起，数上封事，条方略。紞死，太亦死。
- 礼部侍郎黄观，闻金川门被破了，穿朝服再拜南京，於馬石磯投水死[16]。妻子和家属也自尽死，籍其家。一説，被从登科錄刪除了名字。
- 苏州知府姚善，年四十三，湖南安陸州人，七月初十日凌遲。
- 翰林修撰王叔英，自杀。夫人金氏亦自经死，二女俱赴井死。
- 翰林王艮，鸩死。
- 浙江按察使王良，投水死。
- 兵部郎中谭翼，赴火死，妻邹氏、子谨自缢。
- 御史曾凤韶，自杀。
- 衡府纪善周是修，自杀。
- 监察御史魏冕，亦不食死。
- 刑科给事中叶福，守金川门，兵入死之。
- 大理寺丞邹瑾，与甥魏冕同殴徐增寿于朝，请诛之。京师陷，自杀。诏诛其族，凡男妇四百四十八人。
- 户科给事中陈继之，被执，责问不屈，凌遲于市。
- 大理寺丞刘端，约刑部郎中王高同弃官去。朱棣怒，立捶杀之，戍其家。
- 驸马都尉梅殷，被杀。
- 谷府长史刘璟，辫发自盡死。
- 漳州府学教授陈思贤，执送京师，思贤与六生，皆死之。
- 参军断事高巍，自杀。
- 大常寺少卿卢原质，少从方孝孺游。后文皇召见，不屈，死之，族其家。
- 教授刘政闻孝孺死，痛哭不食毙。
- 刑部右侍郎子昭，坐方党受戮。
- 右副都御史茅大芳，"洪武三十五年"八月十七日，與其男順童、道壽俱典刑（凌遲）。幼男文生，永樂四年十二月亦處決。
- 佥都御史司中，召见，不屈，命以铁帚刷其肤肉，至尽而死。姻娅同死者八十余人。
- 监察御史郑公智，坐方党，召见，不屈，死之，戍其族。
- 大理寺少卿胡闰，文皇以族诛恐之，闰不屈。命力士以瓜落其齿，齿尽，骂声不绝。文皇大怒，缢杀之，以灰蠡水浸脱其皮，剥之，实以草，悬武功坊。《明朝小史》記載文皇抄没其一族男女二百一十七人。
- 监察御史高翔，服喪服入見，語又忤旨，乃殺翔於其家，没入其產。诛族。
- 刑部尚书侯泰，京师失守。下锦衣卫。泰不屈，七月初十日典刑。弟敬祖，男玸，俱七月十五月典刑。妻曾氏配象奴，弟敬祖、子（王巳）皆论死，籍其家。
- 左拾遗戴德彝，被执，责问不屈，死之。德彝死时，有兄俱从京师，嫂项氏家居，闻变，度祸且赤族，令尽室逃，并藏德彝二子于山间，毁戴族谱，独身留家。及收者至，一无所得，械项氏焚炙，遍体焦烂，竟无一言，戴族遂全。
- 户部侍郎郭任，不屈，死之。子经亦坐死，少子金、山、保戍广西，三女给配。
- 户部侍郎卢迥，不屈，缚就刑，长讴而死。
- 袁州太守杨任，与黄子澄谋求旧君，以图大举，事泄，被执至京，凌遲于市。子礼、益坐死。藉产族诛，亲戚庄毅衍等百余家皆远戍。
- 礼部侍郎黄魁，不屈，死之。
- 御史连楹，立金川门下，自马首数文皇，词色不屈，命收之，引颈受刃，白气冲天，尸僵立不仆。
- 太常少卿廖升，闻茹瑺使燕军还，痛哭与家人诀，自缢死。
- 监察御史王度，奉敕劳军徐州，比还，凤阳失守，方孝孺与度书，誓死社稷。壬午秋，坐党戍贺县千户所，以语不逊论死，诛其族。
- 监察御史董镛，会诸御史中有气节者于镛所，相誓以死。后被执论死，女发教坊，姻族死戍者二百三十人。
- 监察御史甘霖，被执，抗言求死，从容就戮。子孙相戒，不复求仕。
- 御史林英，劾李景隆误国，谪知瑞安。赐还，同王叔英募兵广德，力屈，自经。妻宋氏系狱，亦自经死。
- 监察御史丁志芳，方燕兵逼京城，谓妻韩氏曰：「师至城必克，吾惟一死报国。汝其携幼子潜归，抚之，以延丁氏后。」及兵入，被执，不屈，死之。晋府长史龙镡，被执，不屈，死之。有收其遗骨，得所自书赞云：「捐生固殒，弗事二主。别父与兄，忍恸肝腑。尽忠为臣，尽孝为子。二端于我，归于一所。」
- 宗人府经历宋徵，尝上疏请削罪宗属籍，数言李景隆失律，怀二心。被执，责问不屈，遂凌遲之，诛其族。
- 徽州知府黄希范，闻金川门失守，素服不治事，坐与长史程通善，尝共上防御策，论死，籍其家。
- 辽府长史程通，上防御燕兵数千言。卫士纪纲者，方幸辽王，通辄辱之，文皇即位，纲乘间言通有封事指斥，遂械通论死，家人戍辽。簿录其家，得遗书数百卷而已。
- 宾州知州蔡运，有善政，逊国后，论死，百姓怜而思之。
- 北平按察佥事汤宗，上言按察使陈瑛密受王府金钱，有异谋，逮瑛谪广西。逊国后，瑛召还，穷治建文诸臣，宗论死。
- 卢振，当燕兵起时，与徐辉祖攻守力为多，后逮至京，不屈，榜振名，数其罪，杀之，诛其族。
- 监察御史巨敬，被执，不屈，死之，诛其族。
- 户科给事中韩永，逊国后，杜门不出，召入见，欲复其官。曰：「吾王蠋耳，何以官为？」不屈死。
- 国子监博士黄彦清，在驸马都尉梅殷军中，私谥建文帝，论死，并逮从子贵池典史金兰等系狱。
- 佥都御史程本立，出为江西副使，未及行，值北师渡江，本立悲愤自缢死。诏夺其恩典，籍其家，只敝衣数袭而已。
- 给事中龚泰，北兵渡江，奉命巡城，泰与妻傅氏诀曰：「国事至此，我自分必死。尔第携幼稚归，否则俱溺井，无辱。」俄宫中火起，泰驰赴，为兵校所执，见文皇金川门，以非奸籍得释，自投城下死。
- 四川都司断事方法，为方孝孺所取士，文皇即位，诸司皆表贺，法不肯署名，寻被逮，舟过安庆，投江死。
- 指挥张安，被执，道亡，隐于乐清，以樵为业，人莫知其姓氏。自山采樵归，闻京师陷，卓侍郎被杀，呼天号哭曰：「国既就篡，我不愿为其民。」遂弃柴投水死。
- 工部侍郎张安国，当燕兵逼京师，与妻贾氏曰：「大事去矣，无能为也！余职非司马，既不能率师应敌，又不能屈膝事人，奈何？」贾氏曰：「盍隐诸？」安国曰：「然。」乃与其妻乘舟入太湖，忽闻人说京师陷，皇帝自焚，安国大恸，与妻曰：「食人之禄而存身于新主之世，耻莫大焉！」乃凿其舟以沉。
- 知府叶惠仲，以修《明太祖实录》，指斥燕师为逆党，元年二月二十二日凌遲。籍其家。
- 刑部主事徐子权，闻练子宁死，恸哭赋诗，有「翘首谢京国，飞魂返故乡」之句，自经死。
- 神策卫经历周璇，建文时言事，擢佥都御史。逊国后，逮至京，不屈死。妻王氏、子蛮儿系狱。
- 御史谢升，建文时给兵饷，有功，后不屈死。父旺，子咬住戍金齿，妻韩氏，四女，发教坊司。
- 松江同知周继瑜，募战勇入援。文皇即位，械至京，不屈，凌遲于市。
- 徽州府知府陈彦回，奉命募义勇至京师赴援，被擒不屈，是年十月十一日典刑。妻屠氏为奴。
- 给事中张彦方，改乐平知县，勤王诏下，彦方纠义起兵，一邑响应。或阻之，彦方大哭曰：「君父在水火，吾可自缓乎！」遂率所部抵江口，遇燕游兵执至乐平，枭其首，暴尸谯楼。时暑月经旬，颜面如生，无一蝇集。父老窃葬县治之清白堂后。
- 东平吏目郑华，亦不食死。
- 鄭恕，年五十六，台州府仙居縣二十六都人。由訓導舉蕭縣知縣。是年八月十七日典刑凌遲。

## 诛十族疑點
关于方孝孺的“诛十族”最早于祝枝山《野记》，一般认为非正史。《明史·方孝孺列传》记载是“丁丑，杀齐泰、黄子澄、方孝孺，并夷其族”，意思是说明成祖杀了方孝孺父系一族，并未记载被灭十族，株连坐死873人（《立齋閑錄》時南京錦衣衛監薄壞缺，尚有名字847人）等字眼。《立斋闲录》的记载被杀的名字都是方家父系这一系的，没有母系和妻系的人。与《明史》中记载的“（杀）方孝孺，并夷其族”可以相互印证。但崇祯年间的《宁海县志·方孝孺传》、《明史纪事本末》、明末乡贤大家黄宗羲的《方正学孝孺》、《文正方正学先生孝孺》等大量文献都记载他被灭了十族。另外，崇祯年间编纂的《熹宗实录》也记载了方孝孺被夷十族的故事，而且还记载了当年方孝孺的幼子被人救出，逃出生天，假借余姓延续方姓一脉，至天启二年，方孝孺十世孙伏阙上书以闻，得以赠恤的故事。明遺民談遷所撰記載明朝歷史的編年體史書《國榷》卷十二記載，朱棣恐嚇方孝孺能誅殺方孝孺九族，但方孝孺不屈，因而朱棣戮其宗戚八百七十三人，此處用了戚字，指自己宗族以外的親族包括母系和妻系。至於第十族(門人)的情況，因方孝孺牽連而被殺的門人包括有都督廖鏞、太常寺少卿盧原質等人，其中部分門人例如盧原質也被族誅。明通鑑作者對這考異：「《三編》質實引《遜國臣傳》云「孝孺投筆哭罵，上怒叱曰：「汝焉能遽死，朕當滅汝十族。」後繫獄，籍其宗支及母族林彥法等、妻族鄭原吉等，示且脅之，執不從。上怒甚，乃收朋友、門生廖鏞等為十族，誅之。然後，詔磔於市，坐死者八百七十三人。外親之外親族，盡數抄沒，發充軍坐死者復千餘人。《臣林外紀》云成祖曰：「吾固能族人。」孝孺曰：「族至三赤矣。」成祖曰：「吾能四。」乃大收其朋友、門生，凡刑七日。《紀事本末》云文皇大聲曰：「汝獨不顧九族乎？」孝孺曰：「便十族，奈我何？」《舊史例議》以廖鏞等逮論在孝孺死後。朱彝尊以孔安國及馬鄭九族，上至高祖下至元孫，不及異姓，則反輕於秦法之三族，謂十族之說非實。按夏侯、歐陽解九族者，父族四，母族三，妻族二，皆據異姓有服。成祖並非經生，一時激怒，不同議《禮》，何暇辦九族之當從何家言乎。成祖誅夷之慘，一時坐黨禍死者，據朱彝尊《明詩綜詩話》言長陵靖難受禍者，莫慘於正學先生，坐方黨死者，相傳八百七十三人。其次，黃太常，坐累死者，族子六十五人，外戚二百八十人。若胡大理之死，郡志稱其族棄市者二百十七人，坐累死者數千人。茅大芳妻斃於獄，有與狗喫之，旨載袁褧《奉天刑賞錄》云云。然則當日或加三為四，或加九為十，傳聞異詞，不足辨。而一時門生、朋友濫及無辜，則亦不能為之諱也。」